# Кітсолт
Кітсолт (англ. Kitsault) — покинуте людьми (місто-привид) шахтарське містечко на північному узбережжі Британської Колумбії, у декількох десятках кілометрів від кордону зі США (Аляска) і за 1440 кілометрів від Ванкувера, найбільшого міста провінції. Найближчій населений пункт розміщується на 200 км південніше. Поряд знаходиться Джитшул (Gits'oohl) індіанська резервація №  24. «Kitsault» є адаптацією Gits'oohl, що означає «шляху позаду».

## Історія

### Заснування
Містечко Кітсолт було побудоване за дуже короткий строк гірськовидобувною корпорацією Phelps Dodge у 1979 році для робітників молібденового рудника та їх сімей на північному узбережжі Британської Колумбії, де кордон з американським штатом Аляска ближчій, ніж будь-який канадський населений пункт. В піковий момент містечко заселяли 1200 людей.

Ціна на молібден була висока і компанія вирішила збудувати для своїх робітників повноцінне місто для комфортного життя у віддаленні від центрів цивілізації в суворих умовах півночі. Бо лише так можна було привернути сюди на постійну роботу кваліфіковані кадри. Будування йшло з розмахом і будувалось абсолютно все з нуля — дороги, будинки, бібліотека, шпиталь, школи, торговельний центр. Навіть критий олімпійський басейн. Проект обійшовся у 250 мільйонів доларів. У торговельному центрі було відкрито відділення пошти, банк, ресторан. Ввечері можна було сходити в бар чи пограти в керлінг. Біля міського причалу стояли яхти та численні човни. Будинки обставили сучасними на той момент меблями, навколо доглянуті газони, широкі асфальтні доріжки, у парках ліхтарі і лавочки для відпочинку. На фоні чудової північної природи це все здавалось майже казкою.

### Консервація
Через півтора року, коли у 1982 ціна на молібден різко впала і шахти довелося зачинити, місто стало фінансовим тягарем. Компанія розпорядилася евакуювати всіх мешканців містечка і викупила будинки у їх мешканців назад. До 1983 року Кітсолт повністю покинули останні мешканці, залишивши свої комфортні, повністю обладнані всім необхідним, будинки. Відтоді містечко знаходилося довгі роки в законсервованому стані, постійним мешканцем був сторож-наглядач, що проживав у Кітсолті цілий рік з дружиною та собакою. Взимку шляхи заносило снігом і транспортне сполучення було відсутнє. Зв'язок був лише по рації, а в екстрених випадках можна було викликати гвинтокрил, якщо дозволяли погодні умови.

### Продаж
Містечко простояло більше 30 років, коли у 1992 році його повністю виставили на продаж за 23,5 мільйонів доларів. Ажіотажу ця пропозиція не викликала. Простоявши безлюдним ще 13 років, у 2004 воно нарешті було продане канадському бізнесмену індійського походження Крішнану Сутантірану за 5,7 мільйонів доларів готівкою.

### Приватне містечко
Спочатку Крішнан сподівався перетворити містечко на своєрідний курорт для інтелектуалів — так званий «наукоград», де вчених би ніхто не відволікав. Здача проекту була запланована на 2011 рік, але ціни на молібден за цей час знову підскочили і бізнесмен задумав відродити виробництво. Бюджет, потрібний на реалізацію проекту — 30 мільярдів доларів. Доки Сутантіран знаходиться в пошуку інвесторів, Кітсолт продовжує стояти пусткою.

## Інфраструктура
В Кітсолті є струм, функціонує водогін та каналізація, є 94 приватних будинки, дві сотні квартир, лікарня, супермаркет, ресторан, кінотеатр, спортивний центр, банк — все це підтримуються в належному для проживання і користування стані, проте жителів все ще немає. По будівлям видно, що вони не нові й стоять без господаря багато років, але це нормальні житлові будинки в які можна хоч зараз заселяти людей. Частина будинків була продана та вивезена звідси гвинтокрилами, тому від них залишились лише фундаменти.

В містечку постійно проживають кілька чоловік, що займаються ремонтом та приведенням Кітсолта до ладу.

## Туризм
Нечисельні туристи інколи відвідують містечко. Там є на що подивитися. Наглядач виявився дуже відповідальною людиною, і зміг зробити так, що за минулі 20 років його роботи, місто майже не поруйнувалося. Висока якість будівництва і належне утримання донесли до нас містечко в його первісному вигдяді. Косметичний ремонт йому зробили одразу після купівлі і зараз воно являє собою напрочуд чудову картину. Судячи за відгуками деяких туристів там можна зупинитися і пожити в умовах 80-х декілька днів.

## Цікаві факти
- Так як нині містечко є приватною власністю, то потрапити в нього можливо лише з дозволу власника.